# Jean Bouchart
Pour les articles homonymes, voir Bouchart.
Jean Bouchart est un noble breton.

## Biographie
Jean Bouchard est le fils de Nicolas Bouchart.
En 1381, il est membre de la confrérie Saint-Nicolas de Guérande.
Le 2 juin 1386, simple marin, il fait partie de la flottille menée par Pierre de Lesnerac , connétable de Nantes, envoyée en Biscaye, chercher la fiancée du Duc Jean IV de Bretagne, Duchesse Jeanne de Navarre.
Quelques années plus tard, il reçoit du Duc Jean IV de Bretagne, la garde de la Catherine, une barque en lui cédant le quart du navire et des gains.
En mai 1407, il commande les vaisseaux du Croisic et repousse une tentative de débarquement de la flotte anglaise sur les côtes guérandaises. Il reconduit 21 Anglais faits prisonniers, en Normandie pour aller chercher leur rançon.